# Forza Horizon 3
Forza Horizon 3 — гоночна відеогра 2016 року, розроблена Playground Games і видана Microsoft Studios для Xbox One і Windows. Це дев'ята частина серії Forza і третя частина підсерії Forza Horizon. Дія гри розгортається у вигаданій Австралії, де гравець є лідером однойменного автомобільного фестивалю Horizon і повинен розширювати фестиваль, проводячи заходи, щоб заробити шанувальників. Як і в попередніх іграх «Forza Horizon», у ній є відкритий світ, де гравці можуть вільно мандрувати мапою.
Розробка Forza Horizon 3 розпочалася у 2014 році після виходу Forza Horizon 2. У розробці гри, як і в інших іграх серії Forza Horizon, брала участь студія Turn 10 Studios. Під час розробки Playground Games тестувала різні технологічні концепції для гри, а також намагалася покращити більше можливостей у порівнянні з попередньою грою. Австралійський сеттинг був обраний через різноманітність регіонів, і команда вирушила до Австралії, щоб провести дослідження для гри.
«Forza Horizon 3» вийшла у вересні 2016 року. Після релізу критики високо оцінили дизайн мап, графіку та кількість контенту, хоча найбільше критики було спрямовано на одноманітність перегонів. Гра була номінована на численні нагороди і продалася тиражем понад 2,5 мільйона копій у 2017 році. Також періодично виходили DLC, зокрема два доповнення. За грою послідувала Forza Horizon 4, випущена у 2018 році.